# セレブロ
セレブロ（ロシア語:SEREBRO、СЕРЕБРО）は、ロシアの3人組女性歌手グループである。ロシアの音楽プロデューサーであるマクシム・ファデーエフと、音楽オーディション番組「ファーブリカ・ズビョーズド」の参加者でありユニットの中核メンバーであるエレーナ・テムニコワによって2006年に結成された。現在は、オルガ、カーチャ、タチアナからなっている。欧州最大の音楽祭典「ユーロビジョン・ソング・コンテスト2007」に出場、「Song #1」を歌って3位を獲得した。
既にスタジオアルバム「オピウム・ロズ（ОпиумRoz）」と「ママ・ラバ（Mama Lover）」制作した。更にシングルは9曲配信し、うち4曲はロシアのラジオチャートで首位になった。ポップス、ポップロック、ユーロポップ、トリップホップやエレクトロポップを歌う。

## 歴史

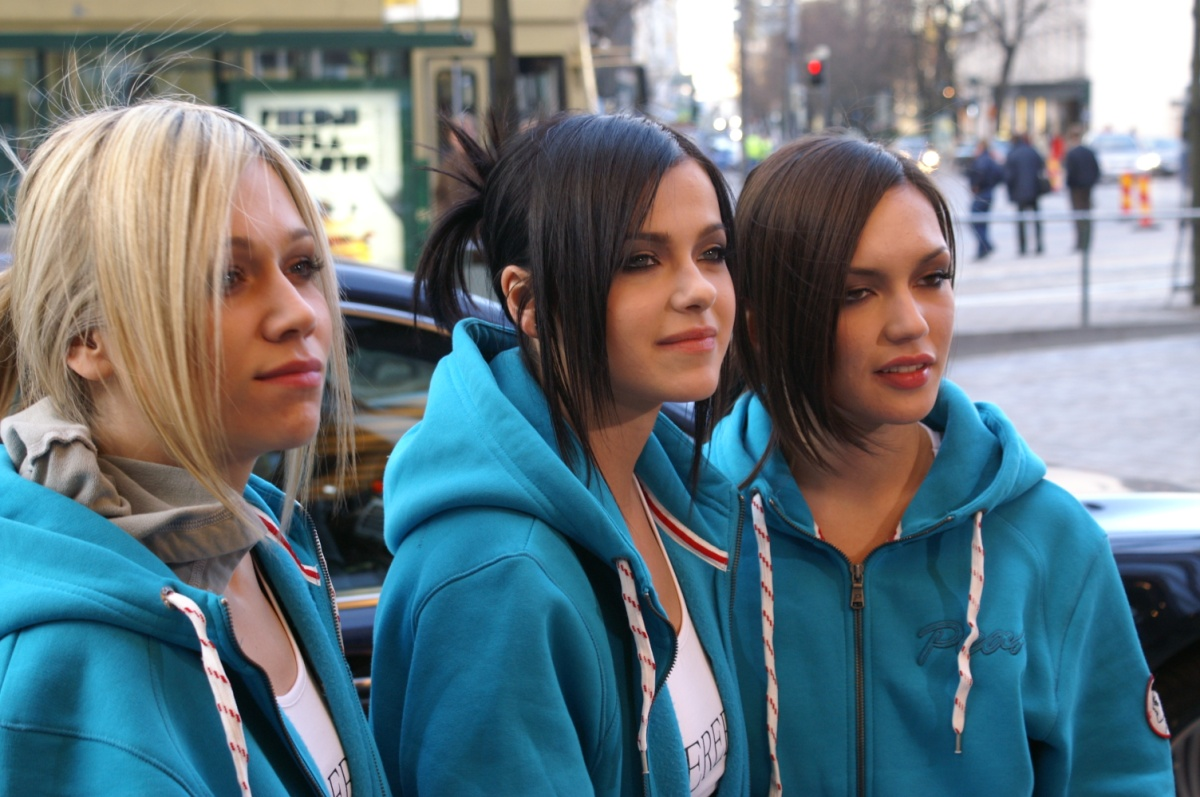
ユーロビジョン・ソング・コンテスト2007で
（左から）マリナ・リゾルキナ、エレナ・テムニコワ、オルガ・セリャブキナ

### 結成時
ロシアの音楽オーディション番組「ファーブリカ・ズビョーズド-2」に出場し、そこでマックス・ファデーエフと出会った。ソロで数曲収録した後、エレナはソロの道を捨て、女性3人組グループを結成することにした。
2007年に「オッドフニ」誌のインタビューでエレナはこう話した：

「4年かけてファデーエフと将来の方向を模索していました。そしてマックスが「セレブロ」と名づけた現在のプロジェクトを2006年に思いついたんです。」
2005年から残り二人のメンバーを探した。オルガはファデーエフの別プロジェクト、イラクリのバックヴォーカルをしていたが、その時にエレナと出会い、ユニット参加を提案した。3人目のメンバーマリナはファデーエフによってネットで発掘。2006年に結成し、リハーサルを始めた。ファーストシングルオンエアは2008年を予定していたが、それまでにリハを終え、楽曲を録音しなければならなかった。

### ユーロヴィジョン2007
2007年ロシア公営テレビチャンネル1 (ロシア)のプロデューサーがマックス・ファデーエフに、当時手がけているプロジェクトについて見せるように依頼、ファデーエフは「Song #1」のデモテープを渡した。数日後電話があり、ユーロヴィジョン2007ロシア代表選でセレブロと実際に会いたい、という旨の回答があった。代表選は3月10日に行なわれ、満場一致で当時無名のセレブロを送り出すことに決めた。3月14日に同曲（スタジオ収録版）がラジオ局「ヨーロッパ・プラス」でオンエアされた。その後ビデオクリップを撮影し、その中の数コマが1TVで放送されるユーロヴィジョン2007のCMに使われた。
ユーロビジョン・ソング・コンテスト2006でジーマ・ビラーンは2位という結果だったので、大会規定によりセレブロはシードされ決勝選のみ出場できた。決勝選は2007年5月12日にヘルシンキのハートウォールアリーナで行われ、3人組としての最初の公演となった。セレブロは15番目に出場し、視聴者投票で207ポイントを獲得し、3位になった。

### 2007～2008年
幸先のいいスタートを切ったセレブロは、ロシア国内のみならず欧州諸国で好評を博した。デビューシングル「Song #1」はロシアのラジオチャートで首位を奪取、またスウェーデン、デンマーク、スイス、ラトビア、英国の公式チャートにランクインし、全英シングルチャートでは、「Song #1」は初登場97位を記録した。
2007年6月にロシア語版「Song #1（Песня No.1）」をリリースした。同年リリカルなバラード「Дыши（ロシアラジオチャートで2位獲得）」や、ポップロック調の英語曲「Whats Your Problem」もリリース。2007年末にはMTVRussia MusicAwardsやZD Awardsで最優秀デビュー賞を獲得した。国際音楽表彰式World Music Awardsでは、ロシアで最も売り上げを伸ばしたアーティストと認められた。新聞「コメルサント」紙の評価では「その年の発見」と名づけられた。また「ノーヴィエ・ペースニ・オ・グラーヴノム」「ゾロトイ・グラマフォン」「ペースニャ・ゴーダ」でも受賞した。
2008年春に各国のラジオ局に新曲「オピウム」をリリースした。新曲のビデオクリップはマックス・ファデーエフが監督した。また同曲の英語版「Why」も収録した。2008年11月に新曲「スカジー・ネ・モルチー」をリリース、翌月のラジオチャートで13週も首位を獲得した。前年最優秀グループ賞を授与したMTV Russia Music Awardsが2008年11月に行われ、そこで新曲「Sound Sleep」をリリースした。

### オピウム・ロズ
2009年4月25日にデビューアルバム「オピウム・ロズ」を発売した。同アルバムにはシングルカットされた「Song #1」「Дыши （ドィシー）」「Опиум（オピウム）」「Скажи не молчи（スカジー・ネ・モルチー）」他、メンバーのソロ曲や英語版の曲も含まれている。
各国の音楽情報誌そして世界で権威ある音楽情報誌Billboard誌は、セレブロのデビューアルバムを「今年最も待望のリリース」と名づけた。
アルバムのプレゼンテーションがモスクワ市西部のポクロンナヤ・ガラーで行われ、7万人のファンが動員された。

### 2009～2011年
2009年6月にマリナが脱退、代わりにアナスタシアが加入し、「Сладко（スラトコ）」（英語曲「Like Mary Warner」）を収録した。同曲はオルガが作詞を手がけた。僅か1日で音楽チャートポータルサイト「Tophit」で、複数ラジオ局からの記録的な視聴ダウンロードがあった。
9月には権威あるFMラジオ局Moskva.fmのヒットパレード「ヘビーローテされた曲ベスト100」で第1位になった。そして「Top Hit 10 Weekly」「10 Audience Choice」「10 Moscow Weekly」でも頂点に上り詰めた。
2009年12月にエレナが脱退するという噂がネット上で飛び交った。その噂の根拠はマクシム・ファデーエフの弟で作曲家であるアルチョム・ファデーエフとのロマンスがエレナのグループ活動を断念させたというものだった。11月30日に公式サイト上にてキャスティング代えに関して声明はあったが、メンバー変更についての公式声明はこれ以上は続かなかった。つまり、セレブロは従来のメンバー、エレナ、オルガそしてアナスタシアの三人で仕事を続けている。
2009年末にセレブロは「Скажи не молчи（スカジー・ネ・モルチー）」のヒットでゾロトイ・グラマフォンから3度目の賞を受けた。また、「Сладко（スラトコ）」もペースニャ・ゴーダから表彰され、その会場であるルーチシエ・ペースニのコンサートに参加した。
2010年4月19日に新曲「Не время（ネ・ヴレーミャ）」を収録した。そして5月26日にビデオクリップと同時にリリースされた。クリップは国内の各音楽テレビで頂点に達した。8月4日に同曲の英語版「Sexing U」 を発表。8月に音楽祭典「ノーヴァヤ・ヴァルナ2010」にゲスト参加、ロシアの国民的音楽家ダヴィド・トゥフマノフに捧げられた夕べでオリジナル版「Good Night（Доброй ночи）」を歌った。
9月に、MTV EMA 2010でプレステージプレミア賞にノミネートされた。10月には国際音楽式典ОЕ Video Music Awards 2010で5部門にノミネートされた。投票により、「Не время」のクリップが Best International Video賞を受賞した。
2010年11月にロシア版 Billboard誌の表紙を飾った。2010年11月1日にTophitで新曲「Давай держаться за руки（ダヴァイ・デルジャーツァ・ザ・ルキー）」を公開した。12月に音楽祭典「ペースニャ・ゴーダ」に再度出場した。その際オルガは、セレブロの曲「Не время」とユーリヤ・サーヴィチェヴァの曲「Москва-Владивосток（モスクワ－ウラジオストク）」の作詞が評価され表彰された。

### ママ・ラバ
2011年7月30日に「Europa Plus Live」の祭典で新曲「Mama Lover」を発表した。8月5日にラジオ局「Love Radio」「DFM」で特別公開した。その後ロシア語版「Мама Люба 」がリリースされた。2011年9月15日に、YOUTUBEにビデオホスティングがある音楽ポータルサイトElloで「Мама Люба」のビデオクリップが公開された。たった4日間で28万回を越す視聴回数を達成し、10日間で100万回を越した。メディア2MとLenta.ruによれば、「Мама Люба」はロシア国内デジタル配信で首位に立った。チャートポータルサイトTophit Top100のCISのラジオ視聴者のリクエスト部門で9週連続で第1位になり続けた。スペイン、イタリア、ベルギー、チェコなどの欧州の公式チャートにチャートインし、特にロシア・イタリア・スペイン・メキシコ・ウクライナ・ベラルーシで1位を記録した。同年5月に欧州諸国（ドイツ、イタリア、フランス、スペイン、ポーランド）へプロモーションツアーを敢行、テレビ番組やラジオ番組に出演し、地元メディアの取材を受け、フォトセッションにも参加した。
2012年6月19日に全曲英語のデビューアルバム「Mama Lover」を世界同時発売し、6ヶ国で1位を記録した。2013年3月20日に、このアルバムは『セレブレーション!』のタイトルで日本で発売された。エレナの話によると、アルバムは欧州でリリースを意図されたもので、ロシアでの販売はないそうである（その後ファデーエフは、ロシアでの販売はもっと後である、とtwitterで語っている）。
同年8月に音楽テレビ局RU TVの音楽表彰式でノミネート数においてリードし、9月29日に「Mama Lover」が「最優秀ダンストラック賞」を受賞した。また同月に MTV EMAの「最優秀ロシアアーティスト」部門にノミネートされていることが、知られるようになった。

### 2012年～現在
2012年9月にセレブロはメキシコを訪れ、ラジオに生出演し、ファンのためにサイン会を開き、 El Gran Concierto大コンサートに出演し、またロシアの音楽テレビ局MTVの恋愛バラエティ番組「Каникулы в Мексике（カニクリ・ヴ・メキシケ、訳はメキシコの休日）」のロケに参加した。
10月4日にイタリアのレーベルEGOの公式チャンネルで新曲「Gun」のビデオクリップを公開した。その8日後には視聴者数が既に100万回を超えた。10月11日にアルバム「Mama Lover」ロシア版をリリースした。欧州版との違いは、収録曲「Gun」がロシア語版「Мальчик （マリチク）」になっていたことだけだった。10～11月に公演を積極的にこなし、イタリアやロシアを周った。11月4日に番組「Вечерний Ургант」でセレブロはアルバムから「Paradise」を披露したが、その後その曲はシングルカットされなかった。12月4日EGO公式チャンネルで「Gun（検閲版）」のビデオクリップを公開した。12月にも、セレブロがWorld Music Awards 2012の「Best Group」部門にノミネートされたことが伝わった。年末メンバーは「Красная Звезда（クラースナヤ・ズベズダー）」ヒットパレードのコンサートに参加し、曲「Мама Люба」で表彰された。2013年初めに行われたラトビアのOE Video Music Awardsで7部門ノミネートされた。2月14日に行われた音楽祭典「Big Love Show 2013」で、次のアルバムに収録される新曲「Sexy Ass（英語版）」を披露した。これは2013年4月にロシア国内にリリースされた。
2013年2月末に日本のEMIミュージックジャパンと契約を交わした。3月19日に日本でプロモーションツアーを始め、3月20日に東京でアルバム「Mama Lover」の日本版「セレブレーション！」をリリースした。8作目のシングル「Mama Lover」は、日本でデビューシングル「恋はママラバ!」としている。
現在は西側音楽市場の開拓を計画していて、英国のレーベルとも契約する予定。4月には米国にもプロモーションツアーする。また4月には3rdアルバムリリースも控えている。
2013年9月28日、アナスタシアがソロ活動を理由に脱退。同10月3日、後継としてダリア・シャシナが加入。
2014年5月、エレナが脱退を発表。当初は12月の予定だったが、妊娠したために脱退を早めた。後継が見つかるまでアナスタシアが一時的に復帰したものの、ポリーナ・ファヴォルスカヤが加入したため、オルガ、ダリア、ポリーナの3人体制となった。エレナのセレブロにおける最後の曲となった、2014年発表の「Я тебя не отдам（ヤ・ティビャ・ネ・アトダム）」は彼女たちの別れを歌っており、ビデオクリップでも悲しみの様子を見ることができる。
2016年4月、ダリアが健康上の問題及び手術を理由に脱退。同月、後継としてカーチャ・キシュークが加入。
2017年8月、ポリーナが脱退。翌月、タチアナ・モルグノワが加入。
2018年10月9日、最後のオリジナルメンバーであるオルガが自身のインスタグラムにて、2019年にグループを脱退することを発表。

## メンバー
- オルガ・セリャブキナ（Ольга Серябкина、1985年4月12日 -）モスクワ市出身。7歳の時から社交ダンスを習い、スポーツマスターの候補生にまでなり、多くのダンスコンテストに出場した。芸術学校で歌手の道を選んだ。また彼女は英語とドイツ語のプロ通訳士でもある。ファデーエフのプロジェクトでは、バックヴォーカルとして従事しそこでエレナと知り合った。オルガはユニットの作詞を担当している。2014年にHoly Molly(ホーリーモリー)名義でソロ活動を開始。
- カーチャ・キシューク（Катя Кищук、1993年12月13日 -）2016年4月加入。トゥーラ市出身。
- タチアナ・モルグノワ(Татьяна Моргунова、1998年1月25日 -)2017年9月加入。カザフスタン、アクトベ市出身。

### 旧メンバー
- マリナ・リゾルキナ（Марина Лизоркина、1983年6月9日 -）モスクワ市出身。歌謡ジャズアカデミーを卒業。最初にユニット「Формула」で活動した後セレブロに加入した。2009年6月脱退。
- アナスタシア・カルポワ（Анастасия Карпова、1984年11月2日 -）バラコヴォ市出身。2009年7月加入。子供のころから音楽に興味を持っていたが、バレエの道に進んでいた。歌唱授業にも訪れ、そこで歌手の道に進むことを決めた。2013年9月脱退。
- エレーナ・テムニコワ（Елена Темникова、1985年4月18日 -）クルガン市出身。2003年に1TVの音楽オーディション番組「ファーブリカ・ズヴョーズド-2」に参加し、3位獲得。そこで、現プロジェクト「セレブロ」の総合プロデューサーのマクシム・ファデーエフに会い、モノリト・レコード社と契約した。その後TVプロジェクト「ポスレードニィ・ゲロイ」やミュージカル「アエロポルト」に参加した。そして「Беги」や「Тайна」を収録し、ソロデビューを果たした後、女性3人組のユニットで歌うことを希望し転向。2014年5月脱退。
- ダリア・シャシナ（Дарья Шашина、1990年9月1日 -）ニジニ・ノヴゴロド州出身。2013年10月加入。2016年4月脱退。
- ポリーナ・ファヴォルスカヤ（Полина Фаворская、1991年11月21日 -）ヴォルゴグラード州出身。2014年6月加入。2017年8月脱退。

## ディスコグラフィー

### ロシア・欧州発売

#### スタジオアルバム
| 枚 | タイトル                   | リリース日                                          | レーベル             | フォーマット     |
| -- | -------------------------- | --------------------------------------------------- | -------------------- | ---------------- |
| 1  | ОпиумRoz（オピウム・ロズ） | 2009年4月25日（ロシア）                             | モノリト・レコード   | CD、デジタル配信 |
| 2  | Mama Lover（ママ・ラバ）   | 2012年6月19日（イタリア） 2012年6月26日（世界同時） | コロムビア・レコード | CD、デジタル配信 |

#### iTunesデジタルEP
| ロシア語タイトル            | 英語イトル | リリース日                     | レーベル           | フォーマット |
| --------------------------- | ---------- | ------------------------------ | ------------------ | ------------ |
| Избранное（イズブランノエ） | Izbrannoe  | 2010年3月2日（iTunes世界同時） | モノリト・レコード | デジタル配信 |

#### シングル
| 枚 | タイトル                                                        | 英語版のタイトル         | リリース日（ロシア） | 動画                                               | フォーマット     | 収録アルバム |
| -- | --------------------------------------------------------------- | ------------------------ | -------------------- | -------------------------------------------------- | ---------------- | ------------ |
| 1  | Song #1（ソング・ナンバーワン）                                 | Song #1                  | 2007年5月12日        | ロシア語版のMV 英語版のMV ユーロビジョンでのライブ | デジタル配信     | ОпиумRoz     |
| 2  | Дыши（ドィシ）                                                  |                          | 2007年8月29日        | MV                                                 | デジタル配信     | ОпиумRoz     |
| 3  | Опиум（オピウム）                                               |                          | 2008年3月18日        | MV                                                 | デジタル配信     | ОпиумRoz     |
| 4  | Скажи, не молчи（スカジー、ネ・モルチー）                       |                          | 2008年11月10日       | MV                                                 | デジタル配信     | ОпиумRoz     |
| 5  | Сладко（スラートコ）                                            | Like Mary Warner         | 2009年8月24日        | ロシア語版のMV                                     | デジタル配信     | Mama Lover   |
| 6  | Не время（ネ・ヴレーミャ）                                      | Sexing U                 | 2010年4月19日        | ロシア語版のMV                                     | デジタル配信     | Mama Lover   |
| 7  | Давай держаться за руки（ダヴァイ・デルジャーツァ・ザ・ルキー） | Angel Kiss               | 2010年11月4日        | ロシア語版のMV                                     | デジタル配信     | Mama Lover   |
| 8  | Мама Люба（ママ・リューバ）                                     | Mama Lover               | 2011年8月5日         | ロシア語版のMV 英語版のMV                          | CD、デジタル配信 | Mama Lover   |
| 9  | Мальчик（マリチク）                                             | Gun                      | 2012年6月13日        | 英語版のMV                                         | CD、デジタル配信 | Mama Lover   |
| 10 | Sexy Ass（セクシー・アス）                                      | オリジナル版は英語表記。 | 2013年               | MV                                                 |                  |              |

### 日本発表

#### スタジオアルバム
| 枚 | タイトル          | リリース日    | 最高順位 | レーベル                  | フォーマット |
| 枚 | タイトル          | リリース日    | オリコン | レーベル                  | フォーマット |
| -- | ----------------- | ------------- | -------- | ------------------------- | ------------ |
| 1  | セレブレーション! | 2013年3月20日 | 244位    | EMIミュージック・ジャパン | CD           |

#### 曲
| タイトル                          | リリース日                                        | 動画                      | 最高順位        | 最高順位                     | 最高順位        | 最高順位               | 収録アルバム      |
| タイトル                          | リリース日                                        | 動画                      | Billboard JAPAN | Billboard JAPAN              | Billboard JAPAN | Billboard JAPAN        | 収録アルバム      |
| タイトル                          | リリース日                                        | 動画                      | Hot 100         | Digital and Airplay Overseas | Hot 100 Airplay | Adult Contemp. Airplay | 収録アルバム      |
| --------------------------------- | ------------------------------------------------- | ------------------------- | --------------- | ---------------------------- | --------------- | ---------------------- | ----------------- |
| 恋はママラバ!（原題：Mama Lover） | 2013年2月27日（iTunes、「Mama Lover」のタイトル） | 英語版のMV ロシア語版のMV | 49位            | 9位                          | 32位            | 40位                   | セレブレーション! |